# James Butler, 2. Duke of Ormonde

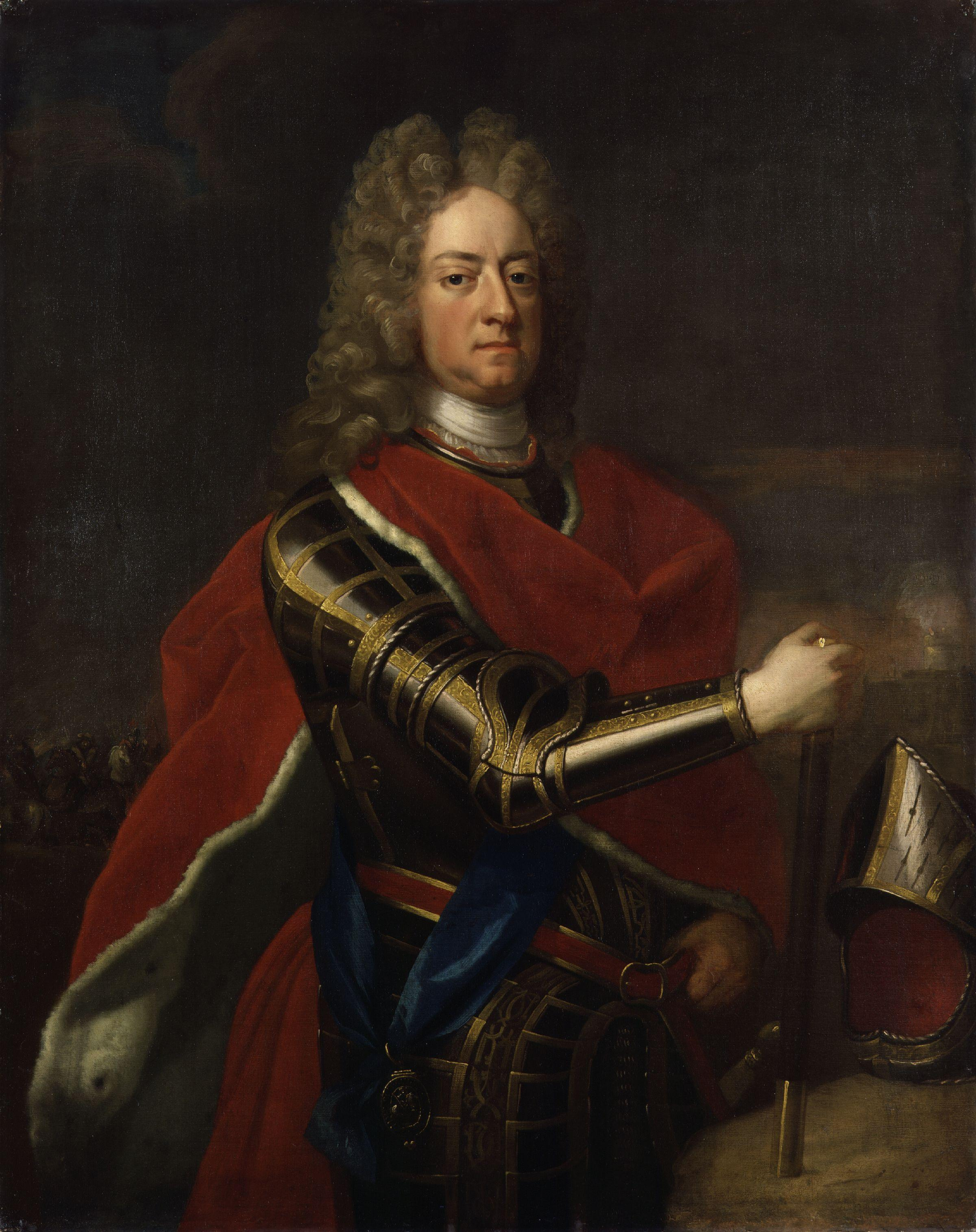
James Butler, 2. Duke of Ormonde nach einem Gemälde von Michael Dahl

James Butler, 2. Duke of Ormonde (* 29. April 1665 in Dublin Castle; † 16. November 1745 in Avignon) war ein anglo-irischer Staatsmann und General. Zwischen 19. Februar 1703 und 30. April 1707 war er Lord Lieutenant of Ireland. Er wurde als Parteigänger der Jakobiten bekannt und musste 1714 nach der Erhebung der Hannoveraner Dynastie ins Exil gehen.

## Leben

### Herkunft
James Butler war der zweite und der älteste überlebende Sohn von Thomas Butler, 6. Earl of Ossory (1634–1680) und der Aemilia van Nassau († 1688), Tochter von Ludwig von Nassau, Herr von Beverweerd, einem niederländischen Offizier und Administrator. Sein Großvater väterlicherseits war James Butler, 1. Duke of Ormonde (1610–1688). Er beerbte 1680, die Titel seines Vaters und 1688 die seines Großvaters.

### Frühe Jahre
James, bis 1680 als Lord Butler bekannt, wurde privat erzogen und verbrachte die Jahre 1677/78 im Fürstentum Orange, kurz bevor Frankreich das dem Fürstenhaus Nassau gehörende Territorium im Jahre 1680 annektierte. Am 4. März 1679 immatrikulierte sich Butler an der Christ Church in Oxford. Allerdings war er nach einer Aussage seines Schweizer Begleiters und Betreuers Peter Drelincourt für ein akademisches Studium wenig geeignet. Er verbrachte die Zeit im verschwenderischen Umgang mit den Geldmitteln, welche ihn sein Großvater zukommen ließ und strebte verstärkt eine Militärkarriere an. Am 30. Juli 1680 starb sein Vater, woraufhin er den irischen Titel 7. Earl of Ossory und den englischen Titel 2. Baron Butler of Moore Park erbte. Durch die Titel standen ihm Sitze im irischen und englischen House of Lords zu. Am 6. September 1680 verließ er Oxford und studierte dann in Dublin. Im August 1683 wurde er zum Inhaber eines irischen Kavallerie-Regiments ernannt und machte im Mai 1684 bei der Belagerung Luxemburgs im französischen Heer erste militärische Erfahrungen. Im Juli 1684 erbte Ossory von seiner Großmutter Elizabeth Butler (geb. Preston), Duchess of Ormonde, den schottischen Titel 3. Lord Dingwall, der ihm einen Sitz im schottischen Parlament verschaffte.

## Parteigänger der Stuart

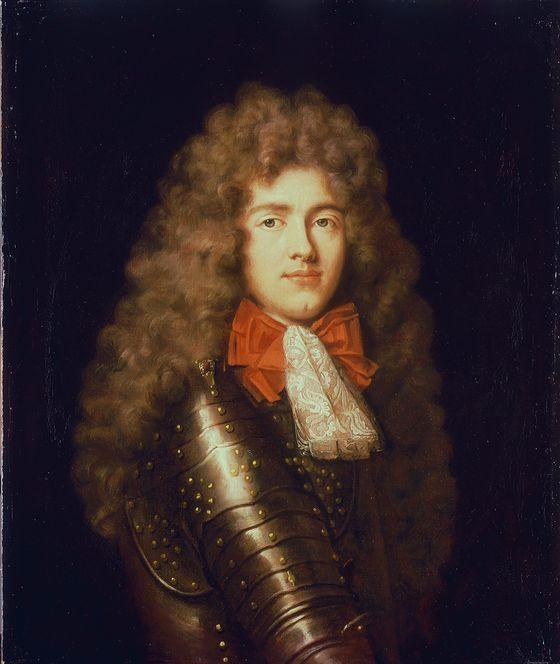
James Butler als Earl of Ossory nach William Gandy, 1685

Am 16. Mai 1685 wurde er zum Kammerjunker von König Jakob II. und nahm am 6. Juli bei Sedgemoor im Kampf gegen die Aufstandstruppen des Herzog von Monmouth teil. Der Earl of Ossory wurde im Januar 1686 zum Oberst befördert und erhielt das Kommando über das im irische Wachen-Regiment zu Fuß, obwohl er weiterhin in der Londoner St. James Square lebte. Als am 21. Juli 1688 sein Großvater verstarb, fiel ihm dessen Titel zu, er wurde dadurch in der Peerage of Ireland 2. Duke of Ormonde, 2. Marquess of Ormonde, 13. Earl of Ormonde, 5. Viscount Thurles, sowie in der Peerage of England 2. Duke of Ormonde, 2. Earl of Brecknock und 2. Baron Butler of Llanthony, außerdem das erbliche Hofamt des Chief Butler of Ireland. Am 21. Juli 1688 wurde er als Ritter in den Hosenbandorden aufgenommen.
Während der Glorious Revolution 1688 trat er auf die Seite von Wilhelm III. von Oranien, Jakobs Neffe und Schwiegersohn, der gemeinsam mit dessen protestantischer Tochter Maria II. den Thron bestieg. In der Folge stand er unter Wilhelm von Oranien am Kontinent und wurde zum Generalmajor befördert. Er nahm am Kampf gegen die französischen Heere unter dem Marschall von Luxemburg teil und focht im August 1692 in der Schlacht bei Steenkerke. Im Juli 1693 fiel er in der Schlacht von Landen in Gefangenschaft, wurde aber mit dem Duke of Berwick, einem unehelicher Sohn Jakob II. ausgetauscht. 1694 stieg er zum Generalleutnant auf. Obwohl Ormonde 1688 die Revolution stützte, blieb seine Sympathie bei den Torys und deren Parteigänger Henry St. John, 1. Viscount Bolingbroke. Im Jahr 1701 wurde St. John als Tory Mitglied des Unterhauses. Trotz seiner Parteizugehörigkeit erhielt Bolingbroke auf Intervention des Duke of Marlborough zwischen 1704 und 1708 den Posten eines Kriegssekretärs, der für Verwaltung und Organisation des Heeres zuständig war.
Nach Ausbruch des Spanischen Erbfolgekrieges und dem Machtantritt von Königin Anne wurde Ormonde im März 1702 Kommandeur der Landstreitkräfte in England. Im August 1702 organisierte er im engen Zusammenwirken mit Sir George Rooke einen Flottenangriff auf Cádiz, welcher im Oktober zur Seeschlacht in der Vigo Bay führte. Im Februar 1703 wurde Ormonde zum Lord Lieutenant of Ireland ernannt und im April 1707 durch Thomas Herbert, 8. Earl of Pembroke ersetzt. Als sich im Herbst 1710 die Rückkehr der Torys ankündigte, fand Ormonde schnell Rückkehr in hohe Ämter.
Die Entlassung des Herzogs von Marlborough am 1. Januar 1712 brachte Ormonde die Ernennung zum Oberst der Leibgarde und zum Generalkapitän und Oberkommandierender der englischen Streitkräfte auf dem Kontinent. Im April 1712 schiffte er sich von Harwich nach Rotterdam ein, um den Oberbefehl der britischen Truppen in den Niederlanden zu übernehmen. Am 25. April erhielt er vom Viscount Bolingbroke, dem neuen Außenminister die Anweisung keine aktiven militärische Maßnahmen einzuleiten und nur als Beobachter zu fungieren. Um den verbündeten Kaiser nicht offen zu brüskieren, sollte er aber die Operationen der Kaiserlichen unter Prinz Eugen von Savoyen bei der Belagerung von Quesnoy decken. Widerwillig gestattete Ludwig XIV. den Engländern den Zugang nach Dünkirchen. Am 15. April 1713 wurde er zum Lord Lieutenant von Norfolk bestellt.
Anfang 1714 nach dem Tod von Königin Anne fiel Ormonde beinahe die Schlüsselrolle zur Restauration der Stuarts zu. Seine militärische Position ermöglichte es ihm kurzfristig, eine vergleichbare Rolle wie Monck bei der Restauration Karls II. einzunehmen.

### Exil und jakobitische Aufstandsversuche

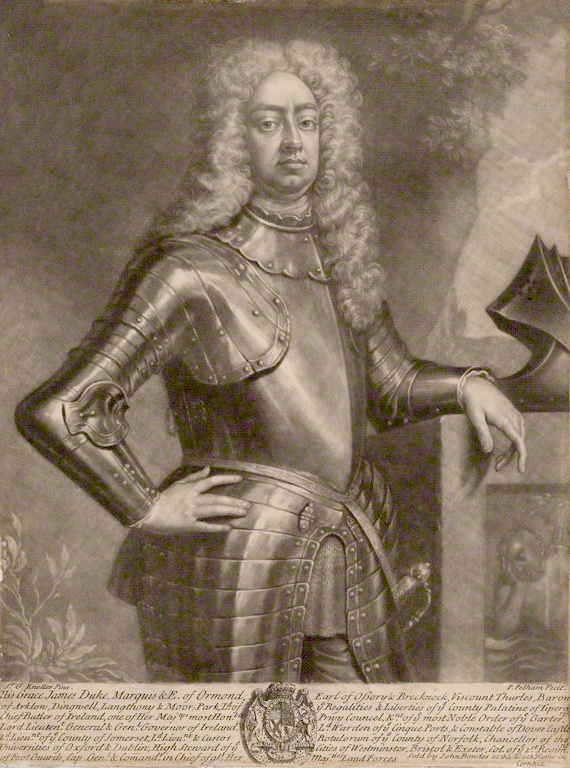
James Butler circa 1725–1730

Gemäß dem Act of Settlement wurde Georg von Hannover, König von Großbritannien und Irland. Bis zu dessen Ankunft in Großbritannien am 18. September 1714 herrschte der Lord Chief Justice Thomas Parker in seinem Namen. Ormonde wurde durch das britische Parlament des Hochverrates und anderer schwerer Vergehen bezichtigt und am 21. Juni 1715 angeklagt. Der spanische Botschafter überzeugte den Duke sich des Prozesses zu entziehen und Großbritannien Ende Juli zu verlassen, am 8. August traf er in Paris ein. Die Anklage mündete am 20. August 1715 in die Ächtung des Dukes durch Bill of Attainder, womit die Aberkennung aller seiner Adelstitel verbunden war. 1716 führte ein neuer Gesetzentwurf zur Ernennung von königlichen Kommissaren, welche die verwirkten Güter für die Krone einziehen sollten, 1720 musste sich die Duchess of Ormonde von ihren Gütern nach Paradise Row in Chelsea zurückziehen. Nachdem sich Ormonde der Unterstützung Frankreichs vergewisserte, unterstützte Ludwig XIV. eine erste Expedition der Jakobiten nach Schottland. Das Kommando hatte John Erskine, Earl of Mar erhalten, im Oktober 1715 misslang das Unternehmen, nachdem das englische Ministerium davon erfuhr. Ab April 1716 war Ormonde in Frankreich nicht mehr willkommen und siedelte in die päpstliche Enklave nach Avignon über. Anfang Februar 1717 verlegte er seine Hofhaltung nach Rom, im Juni 1718 war er wieder in Paris und suchte mit Hilfe der französischen Diplomatie die Unterstützung Schwedens beim beabsichtigten Sturz Georg I.
Die Niederlage der spanischen Flotte gegen Admiral Byng bei Kap Passaro im September 1718 bewog den Ministerpräsidenten Philipps V., Kardinal Alberoni, ein Bündnis mit den Jakobiten zu suchen. Im November 1718 wurde Ormonde nach Madrid eingeladen und erhielt eine Generalstelle in der spanischen Armee. Eine von ihm initiierte neue Flottenexpedition an die westlichen Highlands von Schottland scheiterte Ende März 1719 durch Stürme in der Biskaya. Seit 10. März war das britische Parlament über die Vorbereitungen informiert, eine königliche Proklamation erklärte Ormonde als Hochverräter und setzte für seine Gefangennahme eine Belohnung von £ 5000 aus.
Mit Frankreich und seinem Regenten Philipp Herzog von Orleans als militärischem Unterstützer und großen Geldgebern (Spanien, Papst Clemens) an seiner Seite sowie langen Listen von jakobtreuen Briten für eine Armee sollte im Sommer 1722 ein neuer Aufstand, der Atterbury Plot, stattfinden. Mit Baron Lansdowne und dem Viscount of Dillon wurde mit irischen Jakobiten ein Netzwerk gebaut. Der in die Pläne eingeweihte Duke of Ormonde schied 1723 aus dem spanischen Heeresdienst, nachdem eine weitere kleine Invasionsflottile im April 1722 zwar ausgelaufen war, aber nach Erreichung von Bilbao im Juni königliche Order zur Rückkehr erhalten hatte.
Im Jahre 1729 schien seine Begnadigung nach dem Tod von Georg I. möglich, aber Ormonde verblieb misstrauisch in Spanien. 1732 siedelte er dann nach Avignon über, wo ihn die päpstlichen Behörden trotz gelegentlicher Komplikation wegen seines frommen Anglikanismus tolerierten. Die Duchess of Ormonde war am 19. November 1733 verstorben, Ormonde verbrachte sein restliches Leben, von einem kurzen Abstecher nach Spanien 1740 ausgenommen, in Avignon, wo er die letzten Jahre seines Lebens bis zum Tod im Jahr 1745 verbrachte. 1744 war Ormonde fast bereit nach Dünkirchen zu reisen, um Prinz Charles Edward Stuart beim zweiten Jakobitenaufstand zu unterstützen.
Ormonde verstarb am 16. November 1745 in Avignon, sein Leichnam wurde für die Beisetzung zurück nach England gebracht und am 22. Mai 1746 in der Westminster Abbey beigesetzt.
Sein Ururgroßneffe John Butler (1740–1795) erwirkte 1781 beim irischen House of Lords die rückwirkende juristische Klarstellung, dass die Ächtung von 1715 nicht das Erlöschen der zur Peerage of Ireland gehörenden Titel bewirkt habe. Demnach waren diese Titel bei seinem Tod 1745 de iure seinem jüngeren Bruder, Charles Butler, 1. Earl of Arran (* 4. September 1671, † 17. Dezember 1758) als 3. Duke of Ormonde zugefallen. Bei dessen Tod 1758 waren das Dukedom und Marquessate of Ormonde erloschen und die Titel Earldoms of Ormonde und Ossory sowie die Viscountcy Thurles seinem Urgroßneffen zugefallen. Dessen Neffe und Erbe war der petitionierende John Butler, der 1781 als 17. Earl of Ormonde bestätigt wurde. Der englische Titel Baron Butler of Moore Park und der schottische Titel Lord Dingwall waren in weiblicher Linie erblich und wurden 1871 für den nächstberechtigten Verwandten Francis Cowper, 7. Earl Cowper wiederhergestellt.

## Ehen und Nachkommen
Am 20. Juli 1682 heiratete er in erster Ehe Lady Anne (1667–1685), Tochter des Laurence Hyde, 1. Earl of Rochester. Seine Gattin starb bereits am 25. Januar 1685 in Dublin Castle nach einer Fehlgeburt. Seine einzige Tochter aus dieser Ehe, Mary Butler, starb bereits 1688.
Am 3. August 1685 schloss er in Badminton eine zweite Ehe mit Lady Mary Somerset (1664–1733), Tochter des Henry Somerset, 1. Duke of Beaufort. Ein Sohn aus dieser Ehe, Thomas, starb bereits im Säuglingsalter, während zwei Töchter, Elizabeth (1688–1750) und Mary (1689–1713), das Erwachsenenalter erreichten.
Er zeugte in dieser Zeit auch einen unehelichen Sohn, William Butler, der später als Hauptmann bei den Dragonern Dienst tat.